# Мачковаць (Врбє)
Мачковаць (хорв. Mačkovac) — населений пункт у Хорватії, у Бродсько-Посавській жупанії у складі громади Врбє.

## Населення
Населення за даними перепису 2011 року становило 289 осіб.
Динаміка чисельності населення поселення:

## Клімат
Середня річна температура становить 11,39 °C, середня максимальна – 25,96 °C, а середня мінімальна – -5,95 °C. Середня річна кількість опадів – 916 мм.
| Клімат поселення                              | Клімат поселення | Клімат поселення | Клімат поселення | Клімат поселення | Клімат поселення | Клімат поселення | Клімат поселення | Клімат поселення | Клімат поселення | Клімат поселення | Клімат поселення | Клімат поселення | Клімат поселення |
| Показник                                      | Січ.             | Лют.             | Бер.             | Квіт.            | Трав.            | Черв.            | Лип.             | Серп.            | Вер.             | Жовт.            | Лист.            | Груд.            |                  |
| Середній максимум, °C                         | 6,24             | 8,73             | 13,14            | 17,66            | 22,58            | 25,94            | 25,96            | 25,00            | 21,10            | 15,96            | 10,30            | 6,09             |                  |
| Середня температура, °C                       | 0,14             | 2,60             | 7,03             | 11,57            | 16,50            | 19,84            | 21,73            | 20,75            | 16,90            | 11,70            | 6,10             | 1,81             |                  |
| Середній мінімум, °C                          | −5,95            | −3,47            | 0,94             | 5,48             | 10,40            | 13,74            | 17,52            | 16,52            | 12,66            | 7,50             | 1,83             | −2,4             |                  |
| Норма опадів, мм                              | 58               | 54               | 63               | 76               | 84               | 99               | 85               | 82               | 74               | 82               | 86               | 73               |                  |
| Середньомісячна швидкість вітру, м/с          | 1.50             | 1.80             | 2.10             | 2.10             | 1.90             | 1.74             | 1.70             | 1.58             | 1.50             | 1.50             | 1.56             | 1.60             |                  |
| Середньомісячна сонячна радіація, кДж/м²·день | 4368             | 7185             | 11076            | 15532            | 19580            | 21894            | 22899            | 20430            | 15006            | 9227             | 4926             | 3606             |                  |
| --------------------------------------------- | ---------------- | ---------------- | ---------------- | ---------------- | ---------------- | ---------------- | ---------------- | ---------------- | ---------------- | ---------------- | ---------------- | ---------------- | ---------------- |
| Джерело:                                      |                  |                  |                  |                  |                  |                  |                  |                  |                  |                  |                  |                  |                  |